# 少女☆射擊 Double Peace
《少女☆射擊 Double Peace》是日本美少女類眼力射擊遊戲，由Inti Creates開發、Alchemist發行。遊戲於2015年8月6日於PlayStation 4、PlayStation Vita版發行。增加了新功能，例如對正面文本的日文、英文切換支援以及可以從一開始就選擇的附加服裝該版本由INTI CREADTES於2017年2月23日發行。任天堂Switch版支援日文、英文、韓文、繁體中文，於2022年3月17日發行。

## 主題曲
PlayStation主題曲「BANG! BANG!」
作詞：；作曲：岡田誉也；編曲：南利一
主唱：原由實
任天堂Switch主題曲「愛的SHOOOOT!」
作詞：；作曲：山田一法；編曲：佐藤裕之
主唱：神園忍（上間江望）、神園真夜（橋本ちなみ）

## 外部連結
- 官方网站：原版（日文）、加強版（日文）、任天堂Switch